# وکمون
وکقومنت (به فرانسوی: Vecquemont) یک کمون در فرانسه است که در Canton of Corbie واقع شده‌است.

## خصوصیات
وکقومنت ۱٫۸۷ کیلومترمربع مساحت و ۵۵۲ نفر جمعیت دارد و ۳۴ متر بالاتر از سطح دریا واقع شده‌است.